# Latimeriidae
Famille
Les Latimeriidae forment une famille de poissons sarcoptérygiens, donc osseux, appartenant au groupe des Coelacanthes. 
Il en existe de nombreux fossiles et seulement deux espèces vivantes connues appartenant au genre Latimeria. Ils n'ont que peu évolué depuis 100 Ma et ressemblent aux ancêtres aquatiques des vertébrés terrestres. Ils possèdent une poche d'air remplie de graisse qui pourrait être le vestige d'un poumon ancestral, ce qui l'a souvent vu élevé au rang de fossile vivant ou de chaînon manquant. Cependant, cette famille est d'apparition très récente (Crétacé) par rapport aux autres cœlacanthes, et très différente de celles du Paléozoïque. 

## Liste des genres
- Latimeria Smith, 1939
  - Latimeria chalumnae Smith, 1939
  - Latimeria menadoensis Pouyaud, Wirjoatmodjo, Rachmatika, Tjakrawidjaja, Hadiaty & Hadie, 1999
- † Coccoderma Zittel, 1887
- † Foreyia  Cavin, Mennecart, Obrist, Costeur & Furrer, 2017
- † Holophagus Egerton, 1861
- † Libys Münster, 1842
- † Macropoma Agassiz, 1843
- † Macropomoides
- † Megalocoelacanthus Schwimmer et al., 1994
- † Undina Münster, 1834

Cette famille est remplacée dans certaines classifications par celle des Coelacanthidae.

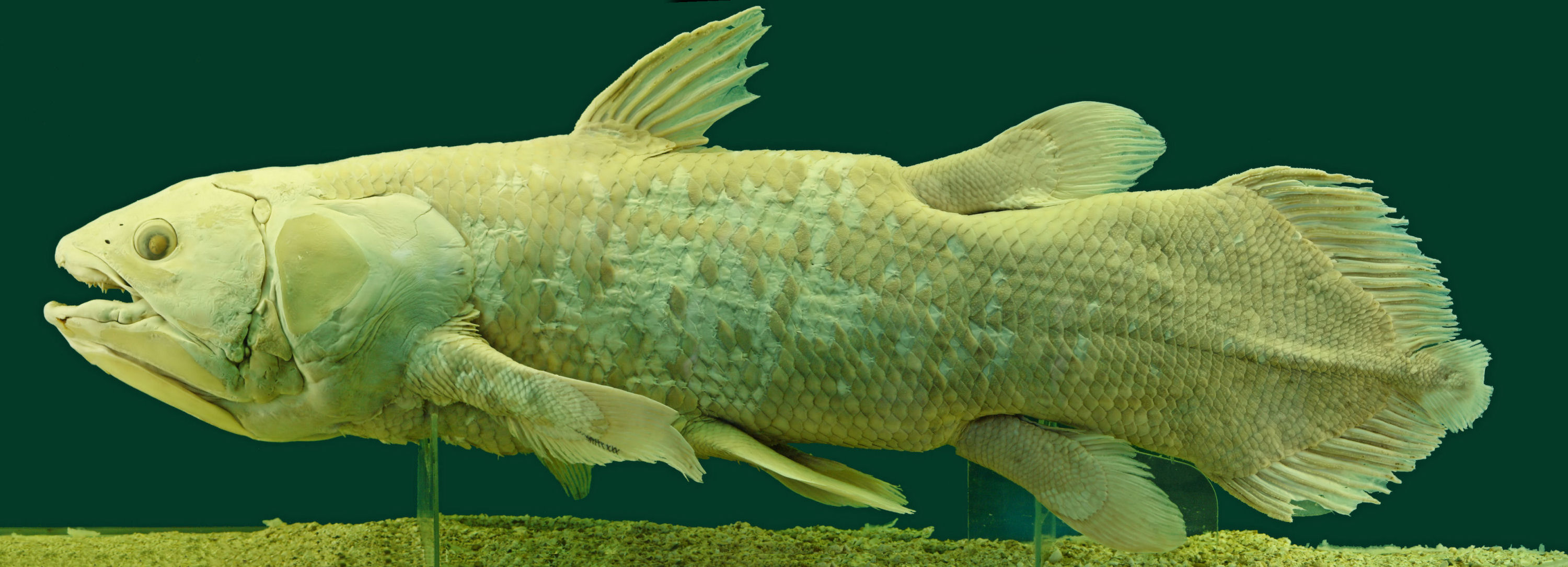
Latimeria chalumnae
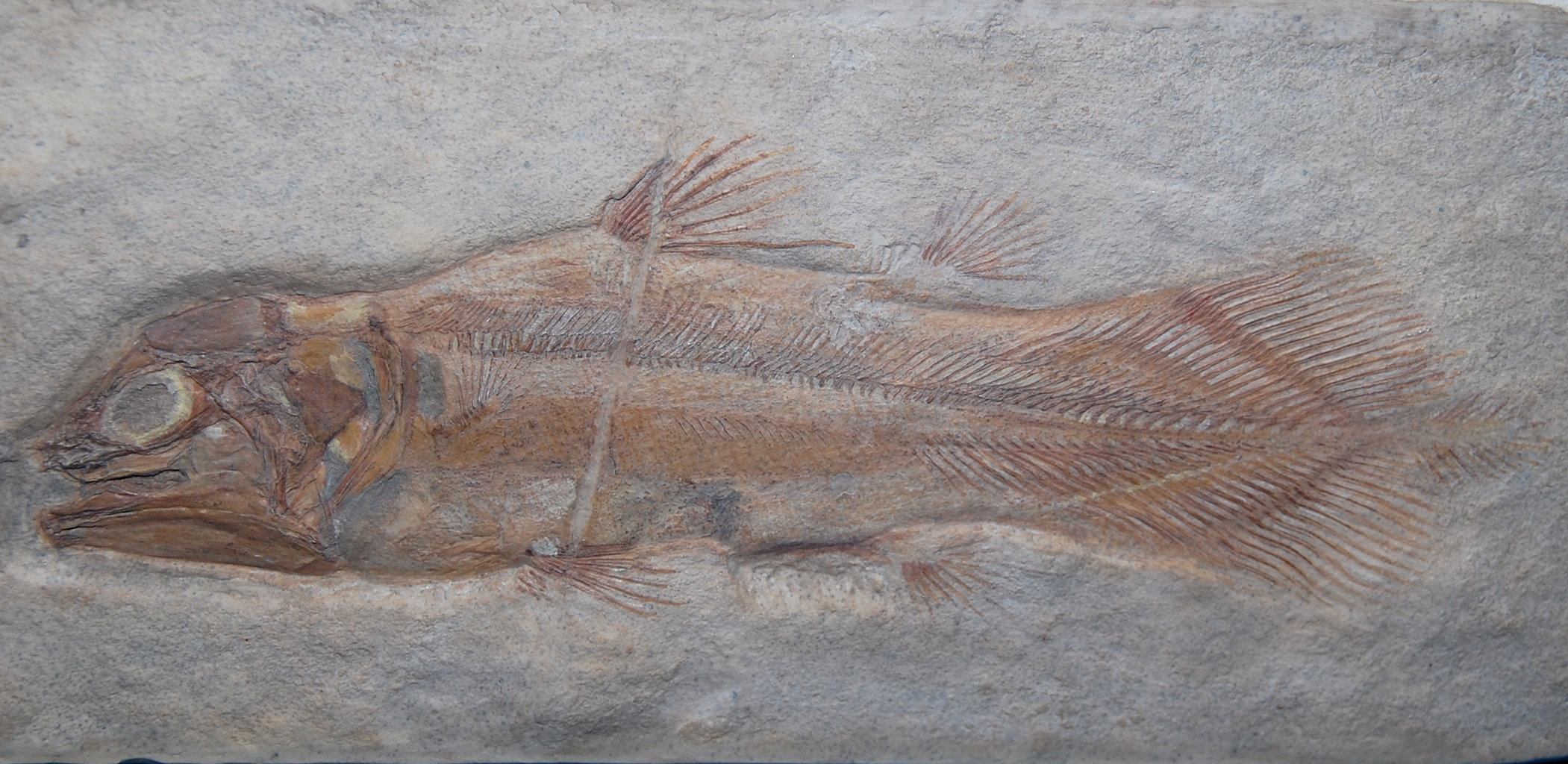
Holophagus sp.
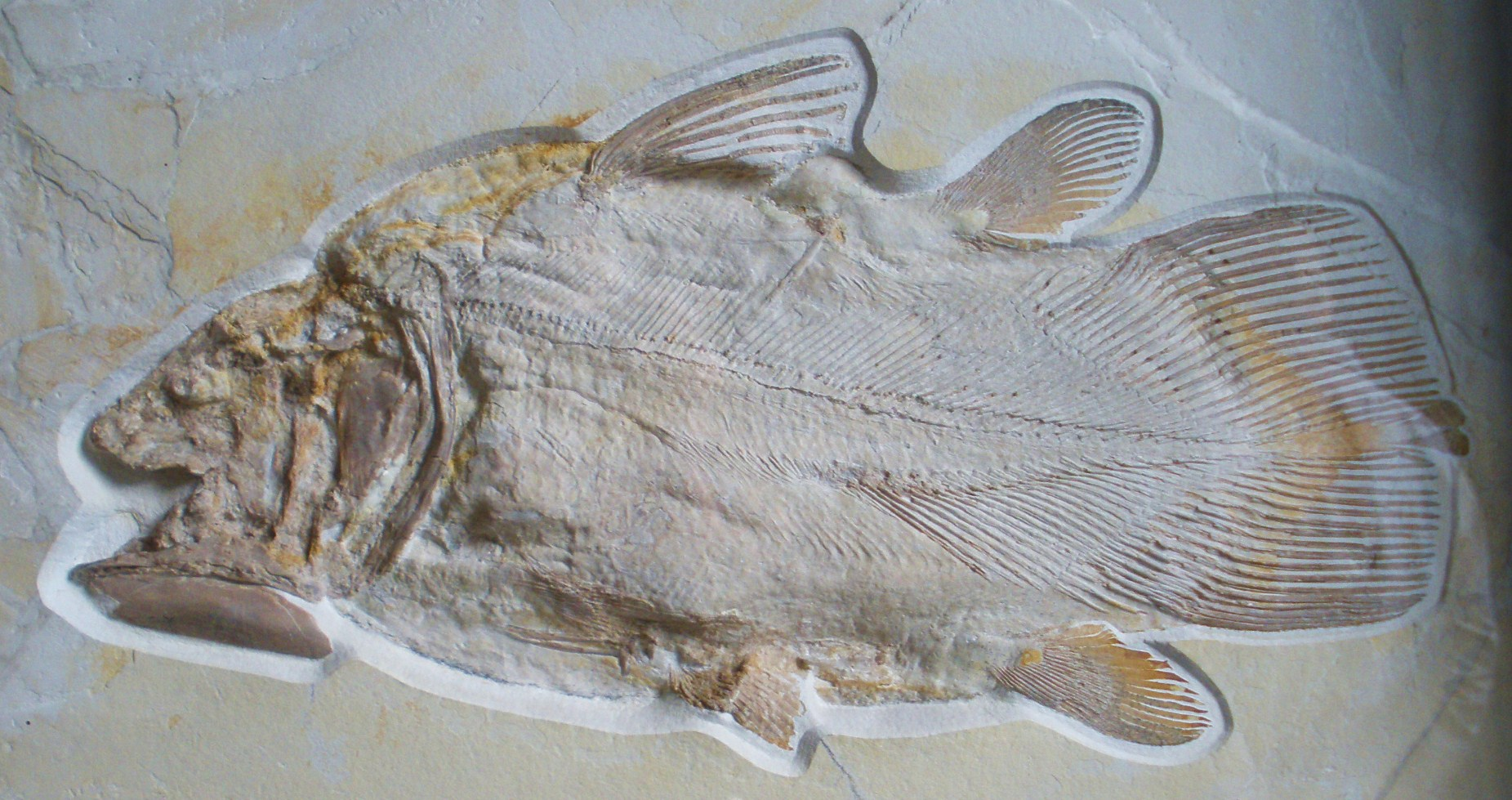
Libys superbus
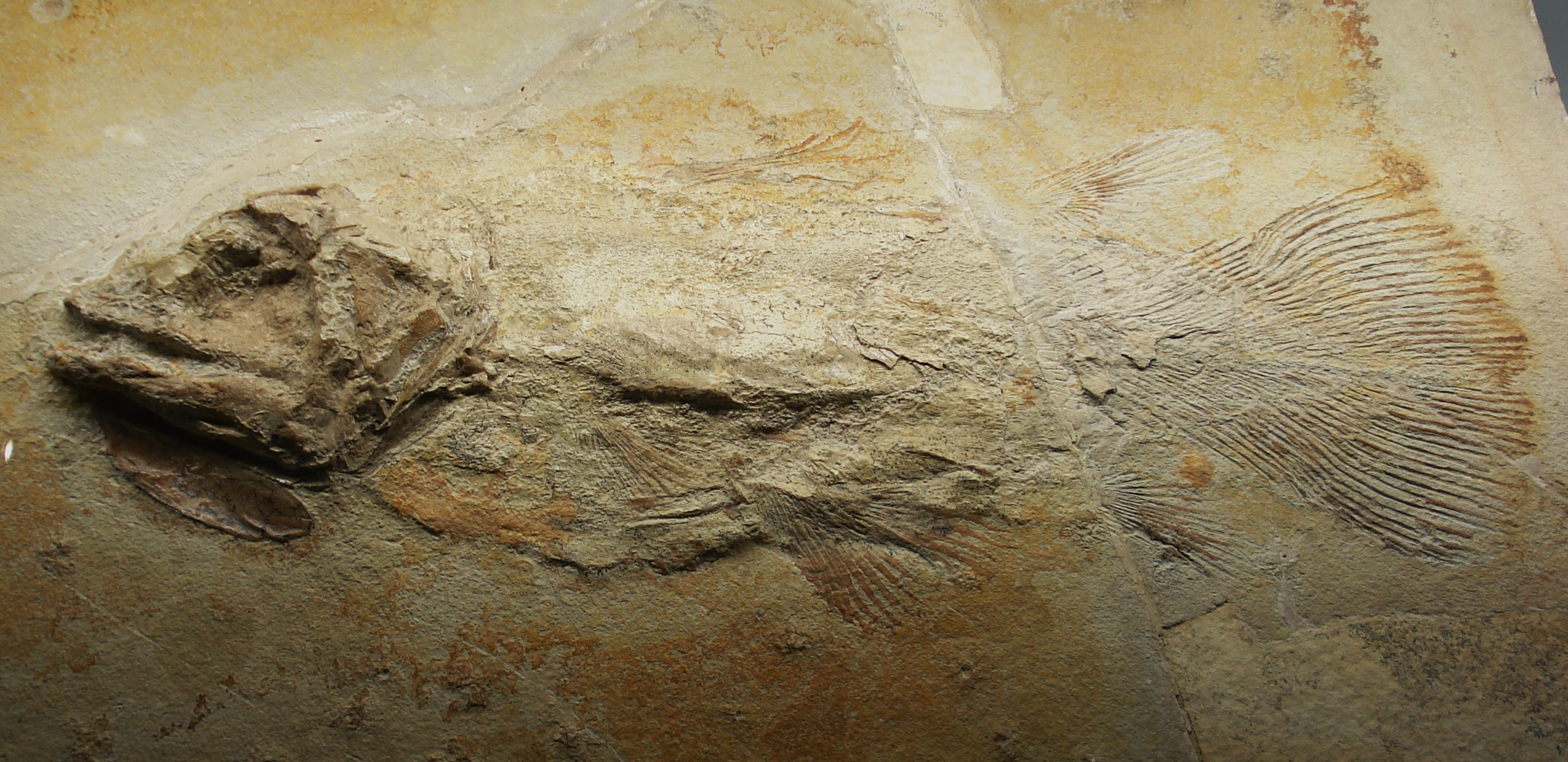
Macropoma willemoesi
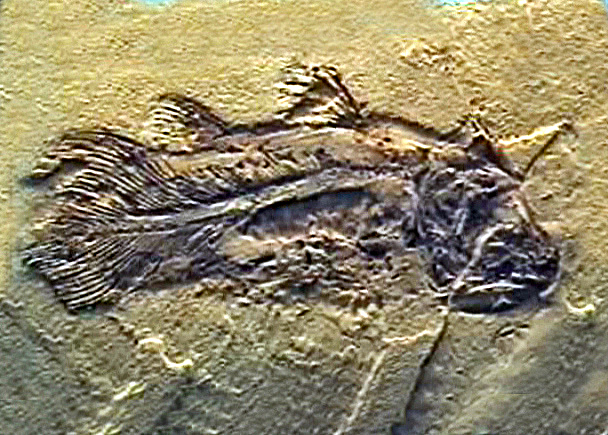
Undina penicillata